# Gare de Sainte-Pazanne
Gare de Sainte-Pazanne – stacja kolejowa w Sainte-Pazanne, w departamencie Loara Atlantycka, w regionie Kraj Loary, we Francji.
Jest stacją Société nationale des chemins de fer français (SNCF), obsługiwaną przez pociągi regionalne TER Pays de la Loire.